# Nomad Astana
‌
Le Nomad Hockey Club (kazakh : Nomad Hokkej Kluby) communément appelé le « Nomad Astana », est un club de hockey sur glace kazakh fondé en 2007 à Astana. Il évolue dans la Pro Hokei Ligasy.

## Historique
Anciennement club-école du Barys Astana, le club prend le nom de Nomad Astana en 2013. Il est temporairement nommé Nomad Nour-Soultan de 2019 à 2022, lorsque la ville d'Astana s'est nommé Nour-Soultan.

## Palmarès
Compétitions nationales
- Vainqueur de la Pro Hokei Ligasy en 2017

Compétitions européennes
- Vainqueur de la Coupe continentale en 2024

## Palais des sports du Kazakhstan

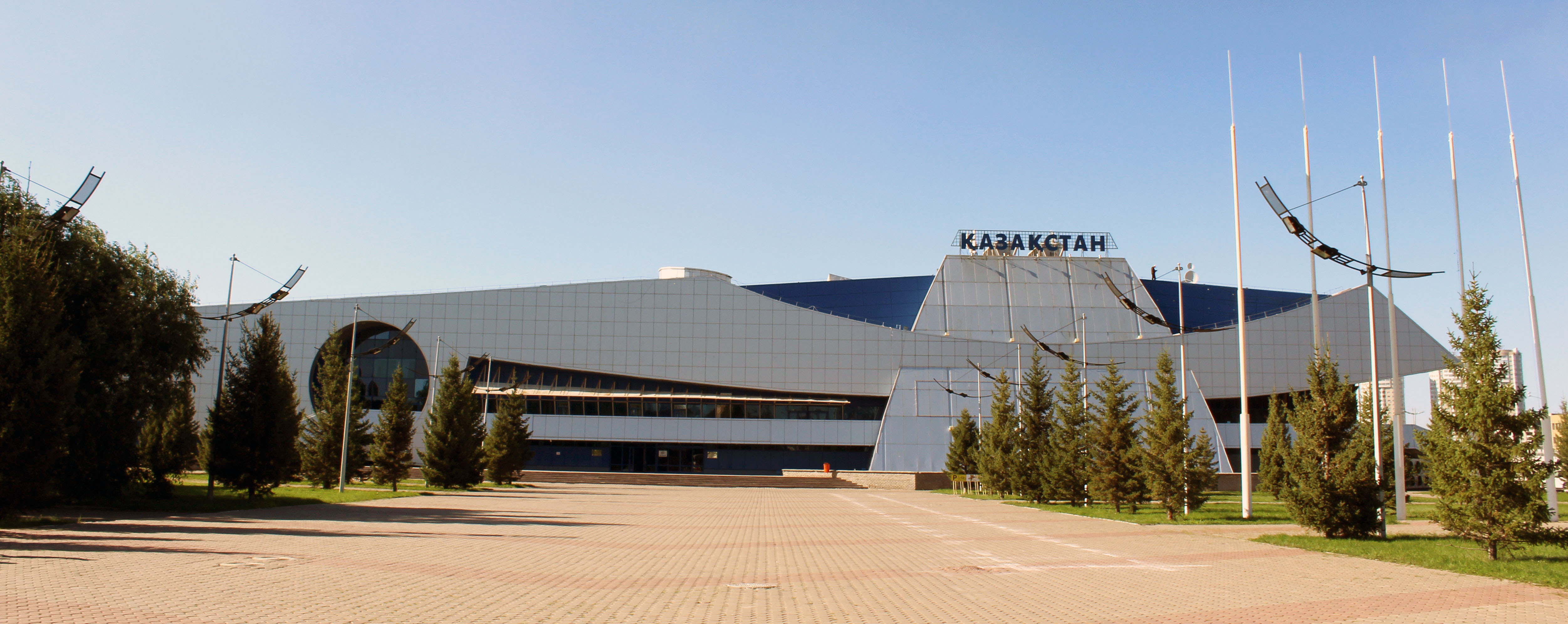
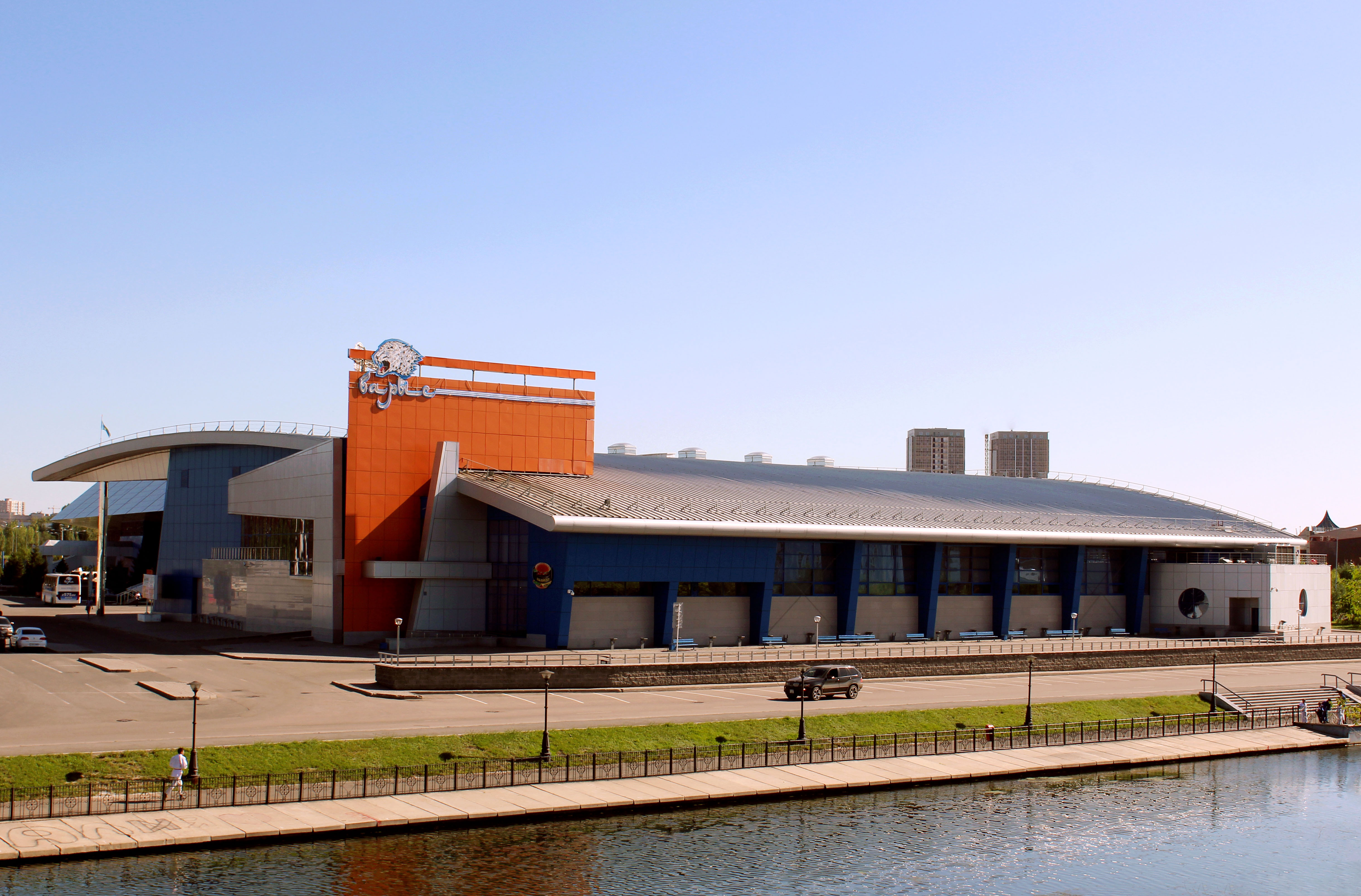